# Burning Spear
Vinston Rodni (engl. Winston Rodney; 1. mart 1945), poznatiji pod umetničkim imenom Burning Spear, jamajčanski je ruts rege pevač i muzičar. Burning Spear je Rastafarijanac i jedan od najuticajnijih i dugotrajnijih ruts izvođača iz '70-ih godina.

## Mladost
Vinston Rodni je rođen u Zalivu Sent Ens na Jamajci. Kao mlad slušao je R&B, soul i džez muziku prenošenu preko radio stanica iz inostranstva čiji su radio-talasi dopirali do Jamajke. Rodni je isticao da je Kertis Mejfild, kao izvođač iz Sjedinjenih Američkih Država, ostavio veliki uticaj na njega, zajedno sa Džejmsom Braunom. Rodni je kao mlad bio pod velikim uticajem političkog aktiviste Markusa Garvija, posebno u pogledu tema Panafrikanizma i samoodrživosti. Godine 1969. Bob Marli, koji je takođe bio iz Sent Ensa, savetovao je Rodnija da pristupi etiketi Studio One, nakon što je Rodni potražio ovaj savet u neobaveznom razgovoru sa njim.

## Karijera
Burning Spear je originalna Rodnijeva grupa, nazvana po vojnoj nagradi koju je dodeljivao Džomo Kenijata, prvi predsednik nezavisne Kenije i uključivala je pevača Ruperta Vilingtona. Duo je bio na audiciji kod producenta Klementa Koksona Doda 1969, što je dovelo do objavljivanja njihovog debi singla Door Peep. Tada im se pridružio i tenor Delroj Hinds. Trio je snimio još nekoliko singlova za Doda, kao i dva albuma, pre nego što su počeli da rade sa producentom Džekom Rubijem 1975. Njihova prva numera sa Rubijem Marcus Garvey trebalo je da bude ekskluzivna numera za Rubijev album, ali je izdata kao singl, postavši odmah veliki hit, a sledila ga je numera Slavery Days. Ovi snimci su rađeni u saradnji sa bendom The Black Disciples, kojeg su činili Erl Čajna Smit, Velentajn Smit, Robi Šekspir i Leroj Valas. Grupa je radila sa Rubijem na njihovom trećem albumu Marcus Garvey (1975), koji je odmah postigao uspeh i doneo im ugovor sa izdavačkom kućom Island Records. Ova kuća je remiksovala i izmenila brzinu nekim pesmama, što je izazvalo negodovanje fanova i same grupe. Rodni je tada ustanovio svoju izdavačku kuću Burning Music kako bi imao kontrolu nad budućim izdanjima, iako je objavljivao i za Island recording - albume Garvey's Ghost (dab album) i album Man in the Hills. Krajem 1976. Rodni se razišao sa članovima benda i od tog trenutka počinje da koristi ime Burning Spear. Usledio je album Dry and Heavy 1977, koji je sam producirao, ali i dalje za Island. To mu je donelo rastuću publiku u Engleskoj, gde je i nastupao (u Londonu) sa članovima grupe Asvad koji su mu bili prateći bend za unapred rasprodat šou u pozorištu Rejnbouv. Ovaj nastup je snimljen i objavljen kao album Live! Asvad je podržao i njegov sledeći album Social Living (1978). Dab verziju albuma Living Dub (1979) miksovao je Silvan Moris. Njegova popularnost je narasla pojavljivanjem u filmu Rockers (1978), gde je izveo numeru Jah no Dead. 
Godine 1980. Rodni je napustio Island Records i ustanovio Burning Music Production Company, koju je potpisao za EMI kuću, debitujući za etiketu sa Hail H.I.M., a sve je snimljeno u Marlijevom Tuff Gong studiju u koprodukciji sa Estonom Baretom. Usledila je Morisova verzija Living Dub Volume Two.. Godine 1982. Rodni potpisuje za Heartbeat Records snimajući serije odlično primljenih albuma od strane publike, uključujući i album Resistance koji je bio nominovan za Gremi nagradu. Vratio se u Island ranih '90-ih, objavljivajući dva albuma pre nego što se ponovo pridružio Heartbeat kući. Ovaj aranžman u kojem je Burning Music Productions isporučivao gotove albume za EMI, Island i Heartbeat Records (za što širu distribuciju) trajao je mnogo godina. Kada je Heartbeat prestala sa objavljivanjem novih materijala, Burning Music je uzimao stvar u svoje ruke i počeo da izdaje muziku isključivo kroz svoja izdanja. Albumi koje je objavio Heartbeat zajedno sa Burning Music sadrže: The World Should Know (1993), Rasta Business (1995), Appointment with His Majesty (1997) i Gremijem nagrađeni Calling Rastafari (1999), koji je bio poslednji kompletan album koji je jedini izdat van etikete.
Burning Spear je proveo decenije na intezivnim turnejama, prilikom čega je nekoliko albuma tada snimljeno, uključujući Burning Spear Live, Live in Paris, Live in South Africa, Live in Vermont, Peace and Love Live, Live at Montreux Jazz Festival i (A)live 1997. Održavajući neprestane turneje po čitavom svetu, zvuk benda uživo je postajao zreliji i sofisticiraniji. Dok je uglavnom zadržavao ruts u rege muzici, akcenti džeza, fanka i psihodelične muzike sve više su se primećivali.
Njegov album Calling Rastafari 1999. doneo mu je prvu Gremi nagradu, 2000., podvig koji je ponovio i sa albumom Jah Is Real 2009.
Godine 2002, Rodni i njegova supruga Sonja (koja je producirala njegove brojne albume) ponovo su pokrenuli Burning Music Records, dobijajući veći stepen umetničke kontrole. Od sredine '90-ih njegova baza je u Kvinsu, u Njujorku.
Burning Spear je nagrađen državnim Ordenom, u rangu oficira, 15. oktobra 2007.
Od osnivanja svoje izdavačke kuće, Vinston i Sonja Rodni su izdali blizu 40 singlova, CD-ova, DVD-jeva i ploča. Mnogi od ovih albuma bili su bili deluks izdanja prethodno izdatih albuma i često su uključivale bonus trake i DVD snimke.Na ovaj način Burning Music je bio u mogućnosti da osigura kvalitet svoje muzike dostupne u prodavnicama i da garantuje da muzika iz svih faza njegove karijere bude dostupna za njegove slušaoce.
Burning Spear je nastupao u Beogradu, 12. jula 2003, na muzičkom festivalu Echo.

## Diskografija

### Albumi
Studijski albumi
- Studio One Presents Burning Spear (1973), Studio One FAB
- Rocking Time (1974), FAB
- Marcus Garvey (album) (1975), Island Records
- Garvey's Ghost (1976), Island
- Man in the Hills (1976), Island
- Dry & Heavy (album) (1977), Island
- Social Living (1978), Stop - izdat i kao Marcus' Children
- Living Dub Vol. 1 (1979), Rita Marley Music
- Hail H.I.M. (1980), Radic
- Living Dub Vol. 2 (1980), Rita Marley Music
- Farover (1982), Radic
- The Fittest of the Fittest (1983), Radic
- Resistance (Burning Spear album) (1985), Heartbeat Records
- People of the World (1986), Greensleeves Records/Slash
- Mistress Music (1988), Greensleeves/Slash
- Mek We Dweet (1990), Mango
- Jah Kingdom (1991), Mango
- The World Should Know (Burning Spear album) (1993), Heartbeat
- Rasta Business (1995), Heartbeat
- Living Dub Vol. 3 (1996), Declic
- Appointment with His Majesty (1997), Heartbeat
- Living Dub Vol. 4 (1998), Musidisc
- Calling Rastafari (1999), Heartbeat
- Free Man (2003), Nocturne
- Our Music (2005), Burning
- Living Dub Vol. 5 (2006), Collective
- Jah Is Real (2008), Burning
- Living Dub Vol. 6 (2008), Burning

Živi albumi
- Live (Burning Spear album)|Live (1977), Island
- Live in Paris Zenith '88 (1989), Slash
- Love & Peace: Burning Spear Live! (1994), Heartbeat
- (A)live in Concert 97 (1998), Musidisc
- Live at Montreaux Jazz Festival 2001 (2001), Terra Firma
- Live in South Africa 2000 (2004), Revolver

### Kompilacije
- Harder Than the Best (1979), Island
- Reggae Greats (Burning Spear album): Best of Island years 1975-1978 (1985), Island
- 100th Anniversary]]: Marcus Garvey/Garvey's Ghost (1987)
- The Fittest Selection: Greatest hits of 1980-1983 (1987), EMI
- Keep the Spear Burning (1989), Island
- The Original (Burning Spear album) (1992), Sonic Sounds
- Chant Down Babylon The Island Anthology (Burning Spear album) (1996), Island
- Best of Burning Spear (1999), Declic
- Ultimate Collection (Burning Spear album): Best of Collection (2001), Island
- Best of the Fittest: Best of Collection (2001), EMI
- Rare and Unreleased (Burning Spear album) Rare and Unrelease (2001)
- Spear Burning (2002), Pressure Sounds
- 20th Century Masters: The Millennium Collection: The Best of Burning Spear: Best of the Island years (2002), IMS
- Jah No Dead (2003)
- Creation Rebel (2004), Heartbeat
- Travelling (2004), Clocktower
- Sounds from the Burning Spear (2004), Soul Jazz
- Gold (2005)
- Rare and Unreleased (2006), Revolver
- The Burning Spear Experience (2007), Burning
- The Best of Burning Spear (2008), Virgin US
- Selection: The Fittest, Sonic Sounds
- The Best of Burning Spear: Marcus Garvey (2012), Island

### Singlovi
- We Are Free (1970), Bamboo - B-side of Irving Brown's "Let's Make It Up"
- Zion Higher (1971), Banana - B-side of Prince Far I King Cry Cry's "I Had a Talk"
- Live It Out (1971), Coxsone
- Get Ready, (197?), Coxsone
- Creation Rebel (197?), Coxsone
- Call on You (197?), Coxsone
- What a Happy Day (197?), Coxsone
- Rocking Time (197?), Coxsone
- Marcus Garvey (197?), Fox
- Slavery Days (197?), Fox
- Swell Headed
- Foggy Road
- Resting Place (197?), Fox
- Children of Today, Spear
- The Youth (197?), Spear
- Old Marcus Garvey (1976), Island
- I & I Survive (1976), Island
- The Lion (1976), Island
- Civilised Reggae/Social Living (1978), Island
- She's Mine (1982), Radic
- Jah Is My Driver (1982), Radic - 12-inch
- Marcus Garvey (1987), Island - 12-inch
- Tell the Children (1988), Blue Moon
- Great Men (1990), Mango
- Free the Whole Wide World (1994), Tribesman
- Never (2006), Collective
- Education, Burning Spear
- Travelling, Klassic Vinyl

Drugi doprinosi
- Perfect Day (Pesma Lu Rida) za korporativni film BBC-ja u dobrotvorne svrhe (1997)

### DVD
- Home to My Roots (2004), Burning Music/Nocturne
- Live in Vermont (2008), Burning Music
- Live in Peru (2010)
- Rastafari Live (2012), Hudson Street

## Nagrade
Burning Spear je dobio dve Gremi nagrade za Najbolji rege album; na 42. dodeli 2000. godine za album Calling Rastafari, i jednu za album iz 2009. Jah Is Real. Ukupno je bio nominovan za Gremi nagradu 12 puta.
Nominacije za Najbolji rege album:
- 1986 Resistance (Burning Spear album)
- 1988 People of the World
- 1990 Live in Paris Zenith '88
- 1991 Mek We Dweet
- 1994 The World Should Know (Burning Spear album)
- 1996 Rasta Business
- 1998 Appointment with His Majesty
- 2000 Calling Rastafari
- 2004 Free Man
- 2005 Our Music
- 2008 The Burning Spear Experience
- 2008 Jah Is Real

## Spoljašnje veze
- Званични веб-сајт